# Flavio Soriga

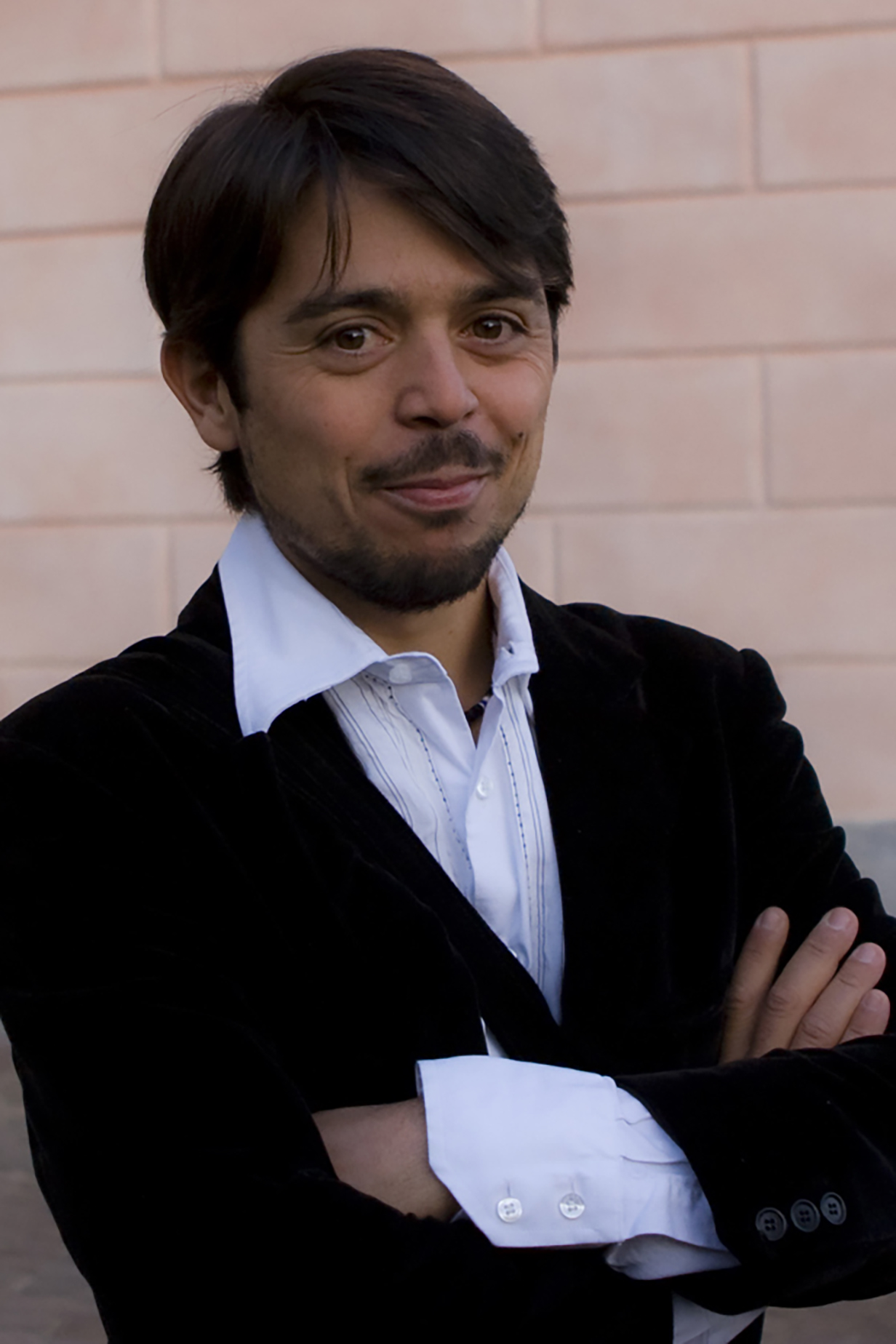
Flavio Soriga (2009)

Flavio Soriga (* 11. August 1975 in Uta bei Cagliari)
ist ein italienischer Schriftsteller und Journalist.

## Leben
Flavio Soriga wurde 1975 auf Sardinien geboren. Nach Aufenthalten in Neapel, Bologna und London lebt er heute in Rom.
Sein erster Erzählband Diavoli di Nuraiò wurde im Jahr 2000 veröffentlicht, 2002 folgte der Roman Neropioggia (Der schwarze Regen). Seit 2008 mit Sardinia Blues und 2010 mit Il cuore dei Briganti liegen weitere Romane vor.
Soriga schreibt italienisch. Er ist der jüngste Vertreter der sardischen literarischen nouvelle vague, auch bekannt als Neue sardische Literatur, gestartet von Giulio Angioni, Salvatore Mannuzzu und Sergio Atzeni, nach den Arbeiten von prominenten Persönlichkeiten wie Grazia Deledda, Emilio Lussu, Giuseppe Dessì, Gavino Ledda und Salvatore Satta.
Übersetzungen seiner Texte gibt es auf Deutsch, Englisch, Norwegisch, Rumänisch, Kroatisch, Galizisch sowie in walisischer Sprache.
Als Journalist schreibt Soriga unter anderem für die Tageszeitung L’Unità und verschiedene Zeitschriften. Er war Mit-Initiant des sardischen Literaturfestivals Isola delle Storie Gavoi und beteiligt sich an der  Leitung des Lyrikfestivals Settembre dei Poeti von Seneghe.

## Auszeichnungen
- Italo-Calvino-Preis 2000. Für Diavoli di Nuraiò.
- Preis Grazia Deledda Giovani 2003. Für Neropioggia.
- Internationaler Literaturpreis Mondello Palermo 2008. Für Sardinia Blues.[3]
- Piero-Chiara-Literaturpreis 2009. Für L'amore a Londra e in altri luoghi. (Die Liebe in London und anderswo.)[4]
- HALMA-Stipendium 2010[5]

## Werke
in deutscher Übersetzung:
- Lass die Hunde los. Kurzgeschichte. Aus dem Italienischen von Martina Kempter. Corraini, Mantua 2003.[6]
- Der schwarze Regen. Roman. Aus dem Italienischen von Michael von Killisch-Horn. Luchterhand, München 2007, ISBN 978-3-630-62116-6.[7][8][9]
- Die Liebe in London und anderswo. Erzählungen. Aus dem Italienischen von Viktoria von Schirach. Luchterhand, München 2009, ISBN 978-3-630-62187-6.[10][11]
- Uta, Prag und die ganze Welt. Essay. Aus dem Italienischen von Viktoria von Schirach, Halma-Netzwerk 2010.[12]
- Sardinia Blues. In: Michaela De Giorgio und Otto Kallscheuer (Hrsg.): Sardinien – eine literarische Einladung. Klaus Wagenbach, Berlin 2011, ISBN 978-3-8031-1277-4. S. 109–114.[13][14]